# Aloe caricina
Aloe caricina é uma espécie de liliopsida do gênero Aloe, pertencente à família Asphodelaceae.